# Dicranomyia flavaperta
Dicranomyia flavaperta är en tvåvingeart som först beskrevs av Alexander 1941.  Dicranomyia flavaperta ingår i släktet Dicranomyia och familjen småharkrankar. Inga underarter finns listade i Catalogue of Life.